# Distichophyllum cucullatum
Distichophyllum cucullatum är en bladmossart som beskrevs av Edwin Bunting Bartram 1942. Distichophyllum cucullatum ingår i släktet Distichophyllum och familjen Hookeriaceae. Inga underarter finns listade i Catalogue of Life.